# Neuroleon (Neuroleon) dancalicus
Neuroleon (Neuroleon) dancalicus is een insect uit de familie van de mierenleeuwen (Myrmeleontidae), die tot de orde netvleugeligen (Neuroptera) behoort. 
Neuroleon (Neuroleon) dancalicus is voor het eerst wetenschappelijk beschreven door Navás in 1931.